# ササひろ
ササひろ（1965年6月11日 - ）は、京都府京都市出身、名古屋在住の日本のギターリスト、シンガーソングライター。22歳でアンミュージックスクール京都校ギター科に入学、翌年六本木校に転校、同校ギター科修了。

## 略歴
ギターを小嶋利勝に、作編曲を羽毛田丈史に、音楽理論を水上聖に学ぶ。同校修了後は、音楽番組、音楽イベントでのバックミュージシャン、CMコンテンツ、カラオケ音源等の製作など、20代は東京都内で商業ギターリストとして活動する。
2013年より、エレアコ弾き語りに転じ、シンガーソングライターとして音楽活動再開。東海地区、関西圏、東京での各種ライブイベントに出演。「勇気、元気、希望、夢、愛」をテーマにオリジナル曲を作成、キャッチーなサビが定評である。